# Kiel Hauptbahnhof
Kiel Hauptbahnhof (dansk: Kiel Hovedbanegård) er hovedbanegården i byen Kiel i delstaten Slesvig-Holsten i Tyskland.
Banegården ligger centralt i Kiel direkte ud til Kielerfjorden og få hundrede meter fra færgeterminalen for færgerne til Oslo og Göteborg. Kiel Hauptbahnhof er den anden banegård i Kiel og åbnede i 1899. Banegården er en rebroussementsstation, der er udgangspunkt for jernbanestrækningerne til Hamborg, Lübeck og Flensborg. Med mere end 25.000 rejsende per dag er det den passagermæssigt næststørste jernbanestation i Slesvig-Holsten efter Lübeck Hauptbahnhof.